# Pick Up Stix
A Pick Up Stix é uma cadeia americana de restaurantes fast casual com sede em Laguna Hills, Califórnia, que serve culinária sino-estadunidense também) por meio de restaurantes de propriedade da empresa e franquias no sul da Califórnia. A empresa atende tanto a clientes que jantam no local quanto os que levam para casa, além de oferecer serviços de bufê fora do local e alguns serviços de entrega. Também fornece refeições para escolas particulares como parte de um programa de merenda escolar. É propriedade da Mandarin Holdings de Lorne Goldberg, a empresa controladora de Leeann Chin, que comprou a empresa da Carlson Companies em 2010.
Toda a comida da empresa é preparada sob encomenda em queimadores de alta temperatura usando woks tradicionais. Em uma pesquisa de opinião dos leitores na edição de junho de 2008 da San Diego Magazine, o Pick Up Stix foi nomeado um dos três restaurantes “Best Takeout” em San Diego.

## História
O Pick Up Stix foi criado por um imigrante chinês, Charlie Zhang, que se mudou para os Estados Unidos em 1982 com apenas US$ 20 no bolso. Ele pegou a comida asiática tradicional e a adaptou ao paladar americano, reduzindo a quantidade de óleo e acrescentando vinho, vinagre e molho de soja. Ele abriu o primeiro restaurante em Rancho Santa Margarita, Califórnia, em 1989. Em 1992, havia mais duas unidades no Condado de Orange, em Irvine e Laguna Niguel. Dois anos depois, a rede se expandiu para o Condado de San Diego, com unidades em Del Mar, Carlsbad e San Diego. Em julho de 2001, a empresa foi adquirida pela Carlson Restaurants Worldwide, uma unidade da Carlson Companies. A empresa tem sede em Laguna Hills, Califórnia, e possui e opera sua própria unidade de processamento de alimentos. Zhang permaneceu como presidente e CEO da empresa até sua aposentadoria em 2003. Em 2010, a Carlson Restaurants Worldwide vendeu a empresa para a Mandarin Holdings de Lorne Goldberg. Há mais de 70 estabelecimentos nos Estados Unidos.

## Fechamentos
No início de 2008, 26 unidades foram fechadas na Califórnia, Nevada e Arizona para “focar em mercados mais fortes”. Em 2010, todas as unidades em Nevada e Arizona foram fechadas, embora a página do Pick Up Stix no Facebook tenha incentivado os clientes locais desses estados a continuarem a desfrutar de seu cardápio em várias unidades na Califórnia. No entanto, no final de 2012, a praça de alimentação do Excalibur Hotel and Casino, em Las Vegas, passou por uma grande reforma. Como resultado da reforma, o Manchu Wok foi removido e uma filial do Pick Up Stix foi colocada em seu lugar. Em 2022, a unidade de Rancho Santa Margarita foi fechada.